# Кхуайчхин

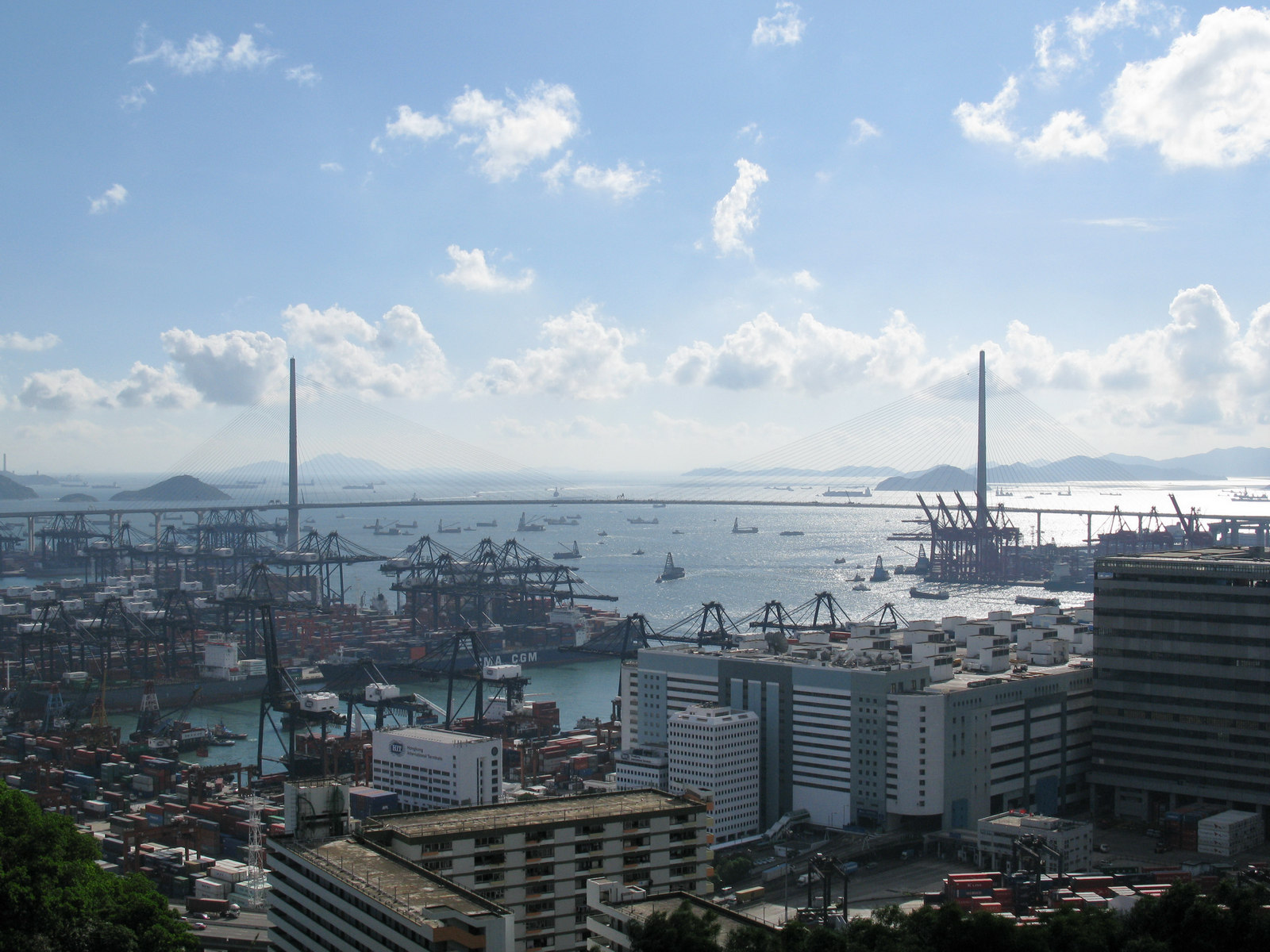
Кхуайчхин

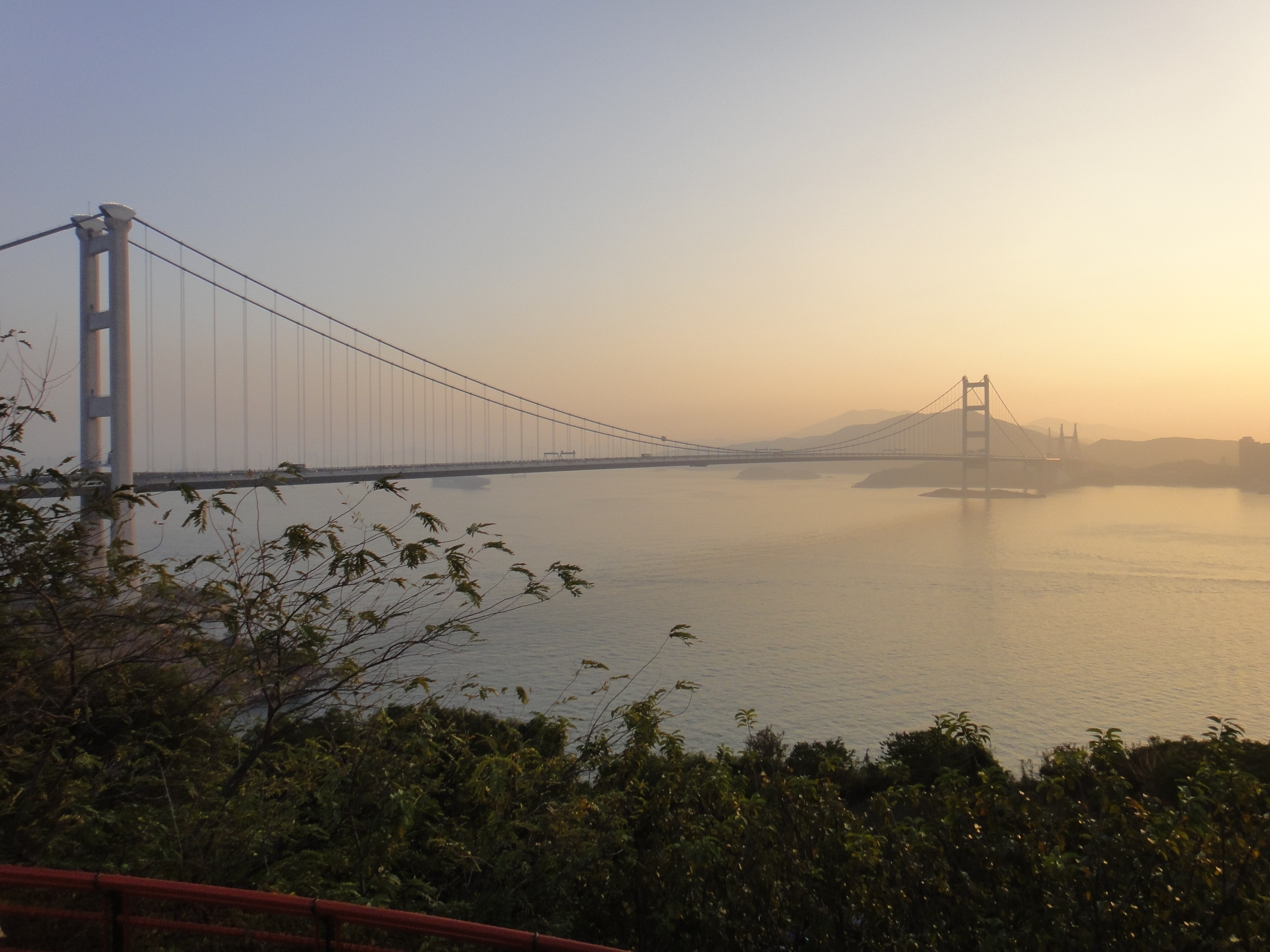
Кхуайчхин

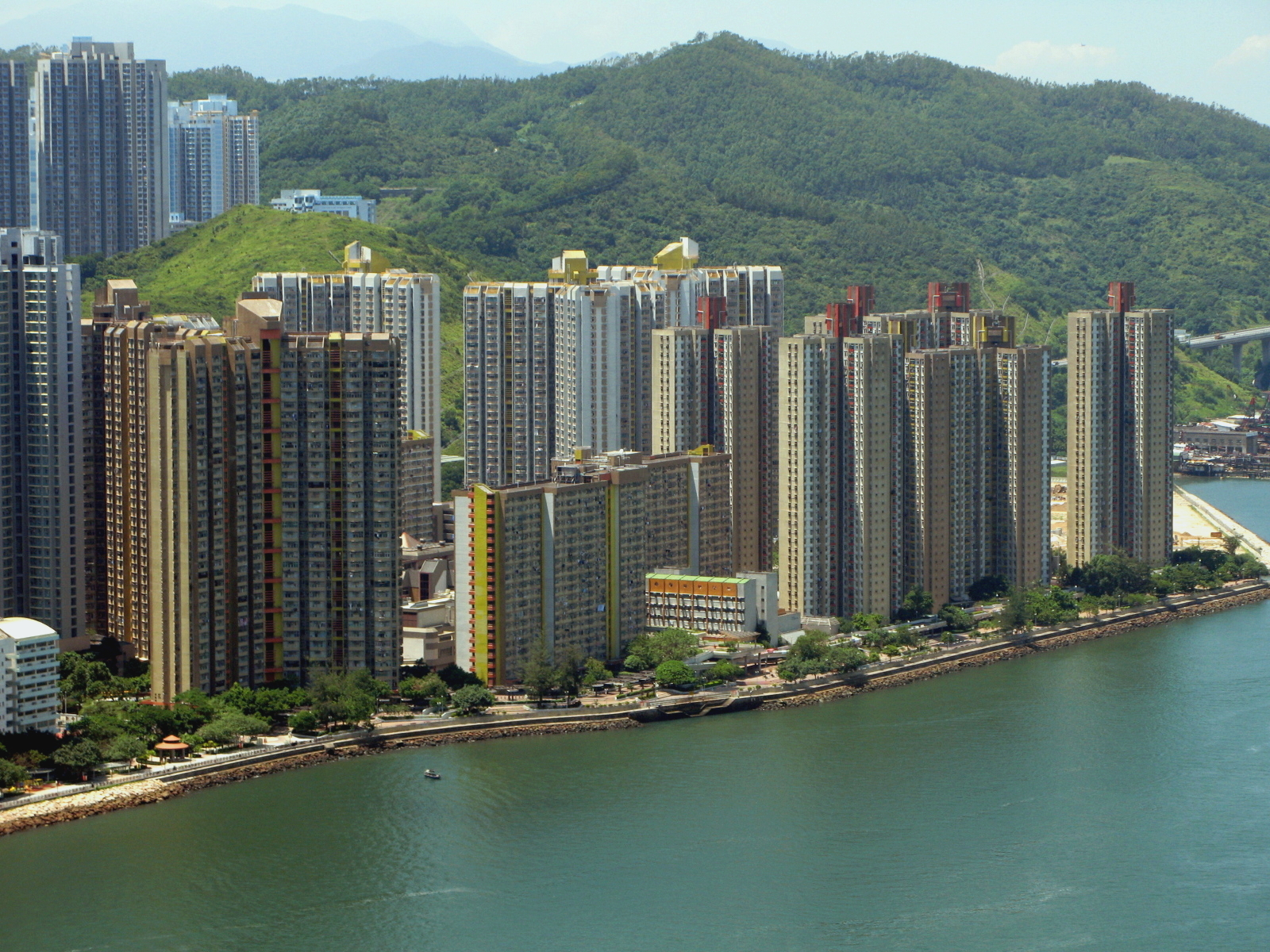
Кхуайчхин

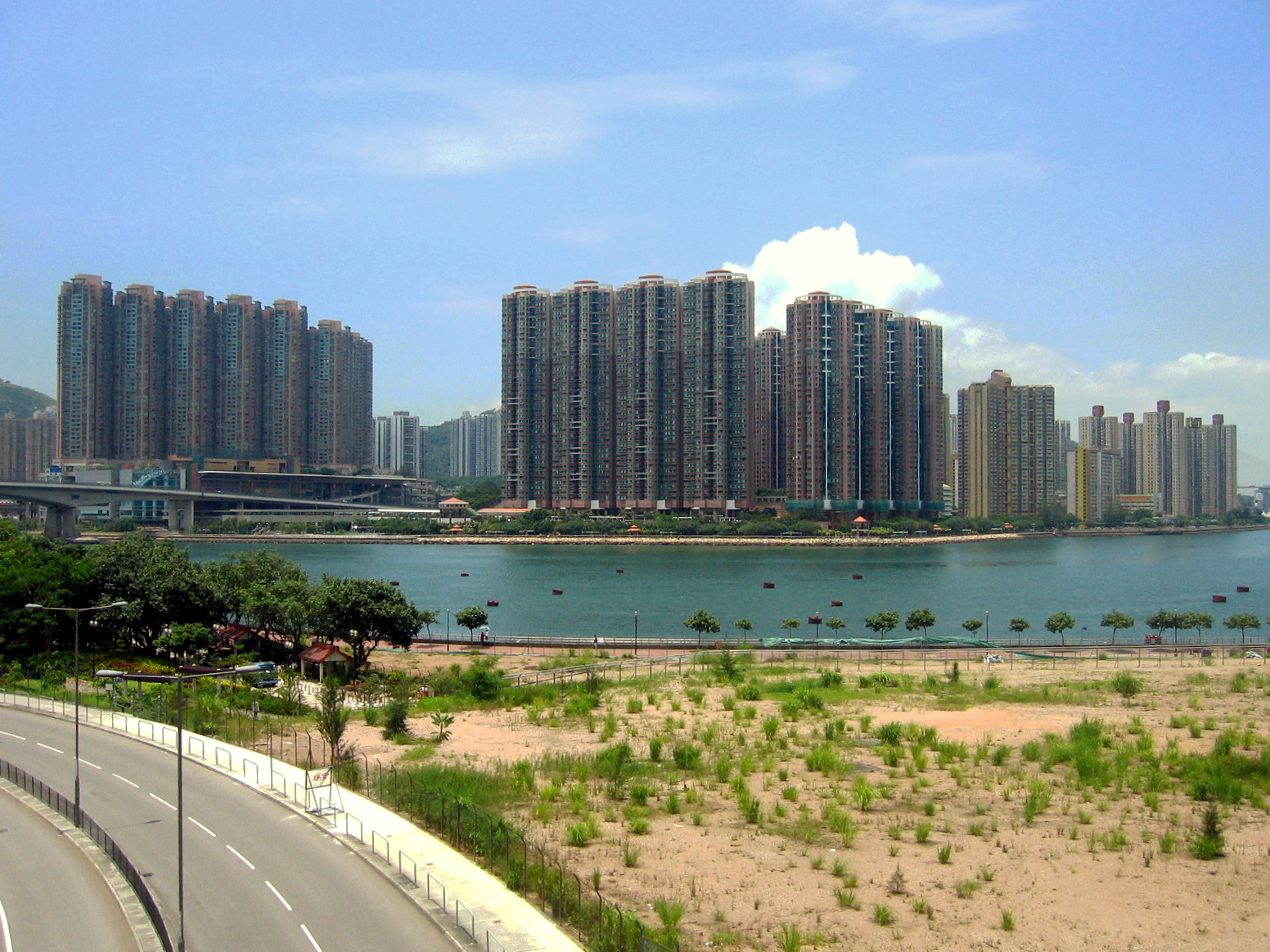
Кхуайчхин

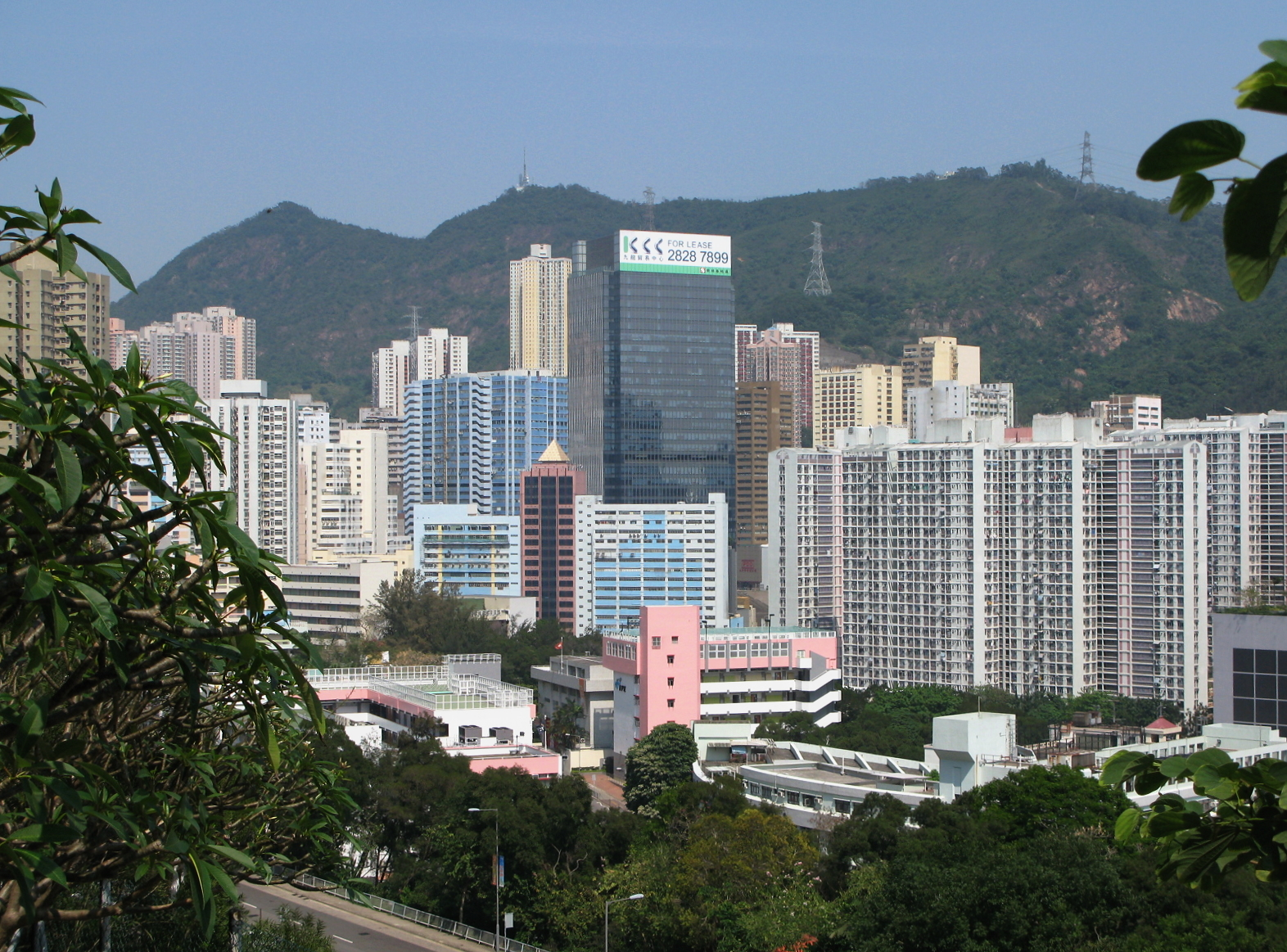
Кхуайчхин

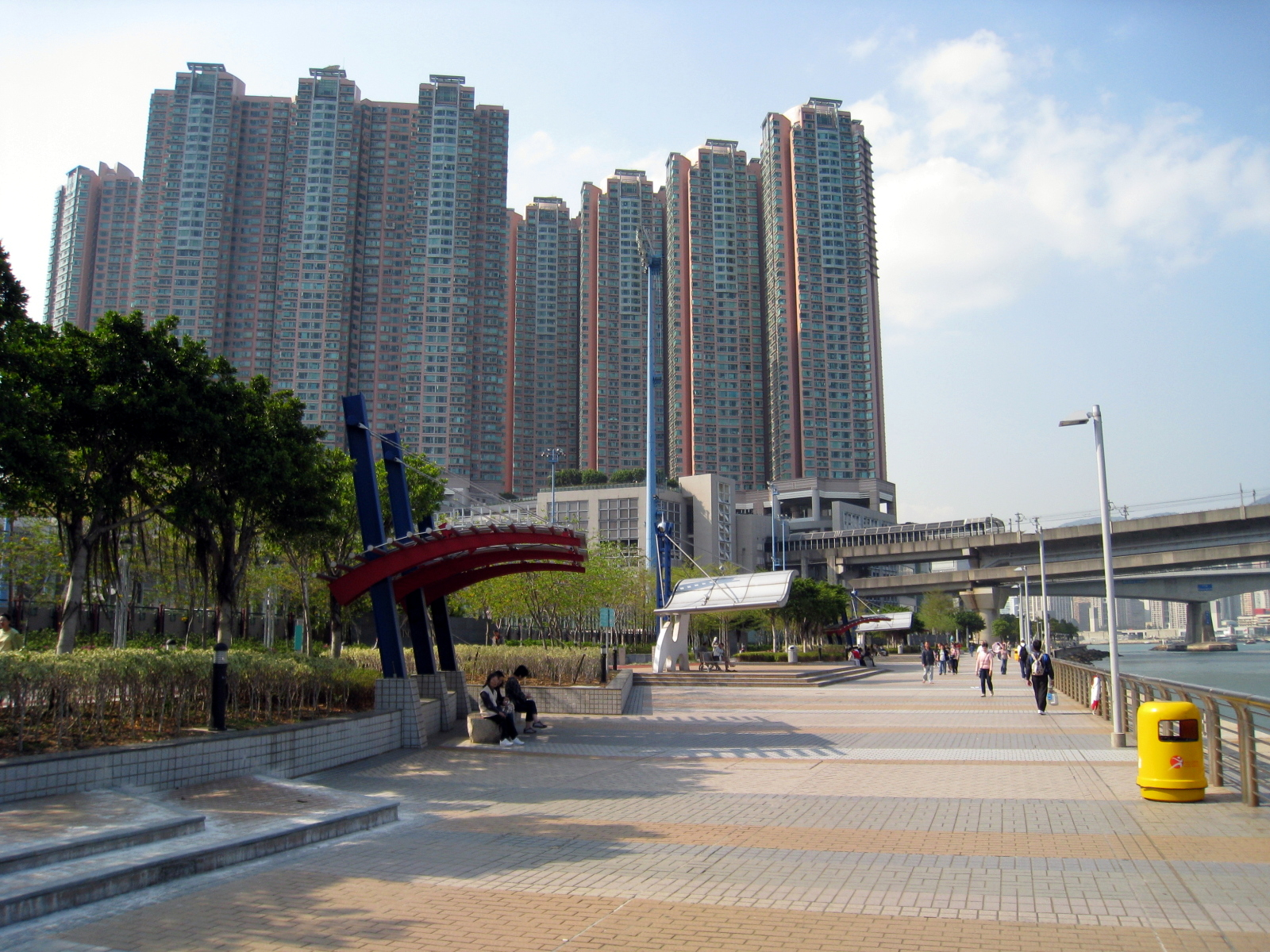
Кхуайчхин

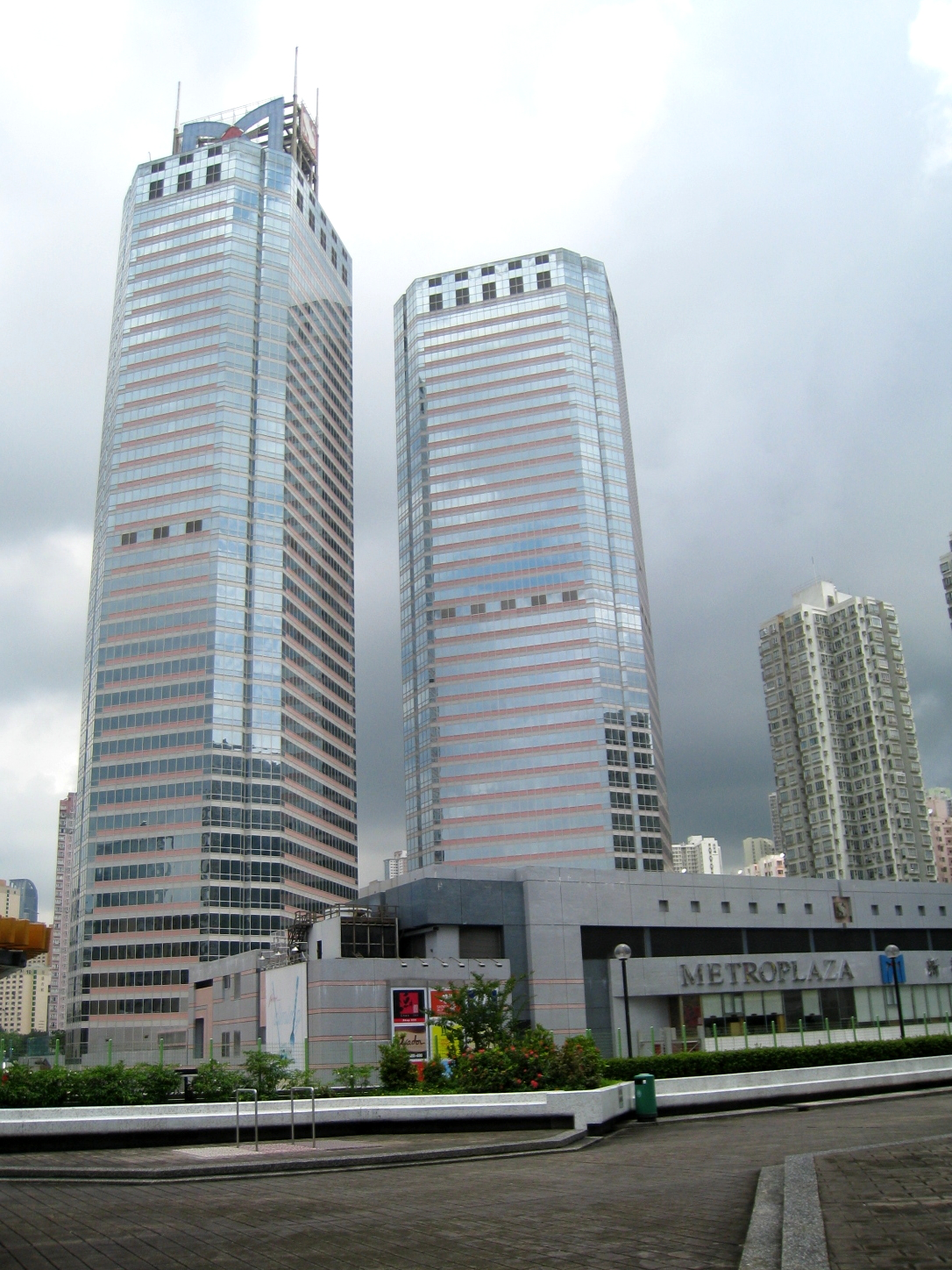
Кхуайчхин

Кхуайчхин? (иер. 葵青, ютпх. Kwai4cing1, кит.-рус. Куйцин, англ. Kwai Tsing) — один из 18 округов Гонконга. Расположен в юго-западной части Новых Территорий. Состоит из двух частей — материковой Кхуайчхун и островной Чхинъи.

## История
Кхуайчхин образован в 1985 году путём выделения из состава округа Чхюньвань. Первоначально назывался «округ Кхуайчхун и Чхинъи», пока в 1988 году не был переименован в Кхуайчхин.

## Население
В 2006 году в округе проживало 524 тыс. человек.

### Религия
В округе расположены храмы Цинг-Так-Тонг, Тай-Вонг, Тай-Ям-Нёнг-Нёнг, Тин-Хау, Чун-Кван, католическая церковь Сент-Томас, мормонская церковь Чхинъи-Уорд, церковь Цинг-Лам.

## Экономика
В округе расположен крупнейший контейнерный терминал Кхуайчхин — ключевая составляющая Гонконгского морского порта (первые восемь терминалов находятся в Кхуайчхуне, девятый — на острове Чхинъи). Терминалы 1,2,5 и 9 Норт управляются компанией «Modern Terminals» (принадлежит «Wharf Holdings» и «China Merchants»). Терминалы 4,6,7 и 9 Саут управляются компанией «Hongkong International Terminals» (принадлежит «Hutchison Whampoa», «Port of Singapore Authority» и «China Resources»). Терминал 3 управляется компанией «Dubai Port World», терминал 8 Ист — консорциумом компаний «Hongkong International Terminals» и «COSCO Group», терминал 8 Вест — консорциумом компаний «Asia Container Terminals» и «Dubai Port World».
Также в округе расположены Промышленный парк Тай-Лин-Пай, логистический центр «ATL» компании «Dubai Port World», нефтехранилища компаний «China Resources», «Caltex» и «Esso», судостроительные заводы компаний «Hong Kong United Dockyard» и «Hong Kong Shipyard», цементный завод компании «Hong Kong Cement», теплоэлектростанция «Чхинъи» компании «CLP Group», отели «Мексан Харбор», «Рамблер Гарден» и «Рамблер Оазис», штаб-квартиры компаний «CLP Engineering» и «Hongkong and Yaumati Ferry».

### Торговля
Крупнейшие торговые центры округа — «Маритим Скуэр», «Рамблер Крест», «Метроплаза», «Кхуайчхун Плаза», «Кхуайчхун Сентр», «Нью-Квай-Хинг Плаза», «Квай-Хинг», «Квай-Фонг», «Квай-Шинг-Ист» «Чёнг-Чинг», «Чёнг-Фат», «Чёнг-Ханг», «Шек-Лей-1», «Шек-Лей-2», «Шек-Ям», «Чо-Иу-Плейс», «Ин-Лай-Корт». Также популярен у населения рынок Чхинъи.

## Транспорт
- Мост «Цинма» соединяет острова Чхинъи и Мавань (округ Чхюньвань)
- Мост «Стоункаттерс» соединяет острова Чхинъи и Стоункаттерс
- Мосты «Тинг-Кау» и «Чхинъи-Норт» соединяют остров Чхинъи с округом Чхюньвань
- Мосты «Чёнг-Цинг», «Чхинъи», «Чхинъи-Саут» и железнодорожный «Цинг-Лай» соединяют остров Чхинъи с Кхуайчуном
- Мост «Лай-Чи-Кок» соединяет округ с Коулуном
- Остров Чхинъи пронизывают тоннели «Чёнг-Цинг» и «Нам-Ван»
- Линии MTR «Чхюньвань» и «Вест-Рейл» связывают округ с Чхюньвань и Коулуном
- Линии MTR «Аэропорт-Экспресс» и «Тунг-Чунг» связывают округ с Лантау и Коулуном
- Кхуайчхун-роуд соединяет округ с Коулуном, Контейнер-Порт-роуд обслуживает причалы.
- В округе существует разветвленная сеть автобусных и паромных маршрутов

## Достопримечательности
- Парк развлечений Лай-Чи-Кок
- Набережная Чхинъи-променад
- Пляж Вок-Тай-Ван

### Крупнейшие здания
- 47-этажный «Метроплаза Тауэрс» (209 метров)

### Парки
- Парк Чхинъи

## Образование
- Два кампуса Гонконгского института профессионально-технического образования
- Буддийский колледж Ип-Кей-Нам
- Буддийский колледж Син-Так
- Методистский колледж Кхуайчхун
- Методистский колледж Ли-Вай-Ли
- Колледж Папы Павла VI
- Колледж Лайонс
- Колледж Чен-Дзао-Мен
- Колледж Чюн-Юн

## Здравоохранение
- Госпиталь Принцессы Маргарет
- Госпиталь «Кхуайчхун»
- Клиника «Чхинъи-Таун»
- Клиника «Чхинъи Чхёнхон»
- Поликлиника матери и ребенка Чхинъи
- Поликлиника «Саут-Кхуайчхун Джокей Клаб»

## Культура
- Театр Кхуайчхин
- Публичная библиотека Чхинъи
- Публичная библиотека Норт-Кхуайчхун

## Спорт
- Спорткомплекс Чхинъи
- Спорткомплекс Кхуайчхун
- Бассейн Чхинъи
- Бассейн Квай-Шинг